# Héctor Baldassi
Héctor Wálter Baldassi (Río Ceballos, 5 gennaio 1966) è un ex arbitro di calcio argentino, internazionale dal 2000 al 2011.

## Carriera
Di chiare origini italiane, Baldassi è giunto alla ribalta internazionale piuttosto tardi, dovendo rispettare la gerarchia dei valori in patria che vedeva più quotati i connazionali Ángel Sánchez e Horacio Marcelo Elizondo, finalmente nel 2007 arriva la notizia della scelta da parte della FIFA che lo inserisce nella prima lista di 54 preselezionati in vista di Sudafrica 2010 (assieme, tra gli altri, al connazionale Sergio Pezzotta che peraltro non avrebbe superato il taglio successivo).
Dopo essere stato impiegato nel 2004 in occasione della Copa América in Perù, arrivano in rapida successione prima la convocazione per il Campionato mondiale di calcio Under-20 del 2007 in Canada, a cui però deve rinunciare a causa dell'inefficienza nei test atletici del guardalinee Velaz a cui era abbinato, poi la designazione per la finale 2008 della Copa Libertadores (con una prestazione critica che ha avuto un impatto diretto sul risultato finale della partita) e infine la selezione per il torneo calcistico di Pechino 2008 (dove arbitra anche il quarto di finale Italia-Belgio, dando in quella circostanza un gol fantasma ai belgi), venendo quindi pre-selezionato nella lista ridotta di 38 arbitri per Sudafrica 2010.
Nel 2008, secondo la periodica classifica stilata da IFFHS, è risultato il miglior arbitro sudamericano dell'anno, piazzandosi in nona posizione assoluta.
Nel settembre 2009 viene convocato, per la prima volta, al Campionato mondiale di calcio Under-20 in programma in Egitto.
Nel febbraio 2010 viene data l'ufficialità della sua convocazione ai mondiali in Sudafrica del 2010, dove dirige quattro partite: Serbia-Ghana, Olanda-Giappone, Svizzera-Honduras e l'ottavo di finale Spagna-Portogallo.
In carriera vanta anche la direzione di una finale di Copa Sudamericana (nel 2006).
Conosce l'inglese e risiede a Salsipuedes.